# Daniel Vladař
Daniel Vladař, känd som Dan Vladar i Nordamerika, född 20 augusti 1997, är en tjeckisk professionell ishockeymålvakt som spelar för Calgary Flames i NHL.
Han har tidigare spelat på NHL-nivå för Boston Bruins och på lägre nivåer för Providence Bruins i American Hockey League (AHL), Atlanta Gladiators i ECHL; Rytíři Kladno i 1. hokejová liga České republiky och Chicago Steel i United States Hockey League (USHL).
Vladař draftades av Boston Bruins i tredje rundan i 2015 års draft som 75:e spelare totalt.